# Камчийска планина (защитена зона)
Камчийска планина е защитена зона от Натура 2000 по директивата за опазване на дивите птици. Обхваща Камчийска планина, дял на Стара планина. Заема площ от 88 897,2 ha.

## Граници
На изток граничи с Черно море, на север достига до долината на река Камчия, на запад и северозапад границата ѝ е река Луда Камчия, а на юг достига до река Двойница и седловината отделяща я от Еминската планина. Надморската ѝ височина е от 0 m при Черно море до 627 m при връх Каменяк в западната част.

## Флора
Преобладават дъбови и букови гори и смесени широколистни гори от цер, благун, горун, източен бук, мизийски бук, сребролистна липа. Около 40% от горите са издънкови. Сред горските масиви, главно около селищата, са разпръснати обработваеми земи и ливади с тревни съобщества от белизма, луковична ливадина и др. По-големите реки в района са Луда Камчия, Двойница и Елешница. На река Луда Камчия е построен язовир „Цонево“ с водна площ около 300 ha, а на река Елешница – едноименен язовир с водна площ около 100 ha.

## Фауна
В защитената зона са установени 189 вида птици, от които 68 са включени в Червената книга на България. Защитената зона е важна за опазването на малкия креслив орел. Камчийска планина е разположена на прелетния път Виа Понтика и има международно значение за миграцията на щъркели, пеликани и грабливи птици. Гористата част се използва главно от мигриращите грабливи птици за хранене и нощуване. По време на миграция и зимуване в язовирите на Камчийска планина се струпват значителни количества водолюбиви птици. Установен е да зимува също и световнозастрашеният къдроглав пеликан.
Районът на язовир „Цонево“ е един от малкото у нас, където гнезди орел рибар. Срещат се осояд, малък орел, ловен сокол, горска чучулига, козодой, градинска овесарка, полубеловрата мухоловка, както четири вида кълвачи – среден пъстър, сирийски, черен и сив.